# Ture Rangström
Anders Johan Ture Rangström (Estocolm, 30 de novembre de 1884 - 11 de maig de 1947) fou un compositor, director d'orquestra i crític musical suec. Va pertànyer a una nova generació de compositors suecs que, a la primera dècada del segle xx, van introduir el modernisme a les seves composicions.

## Biografia

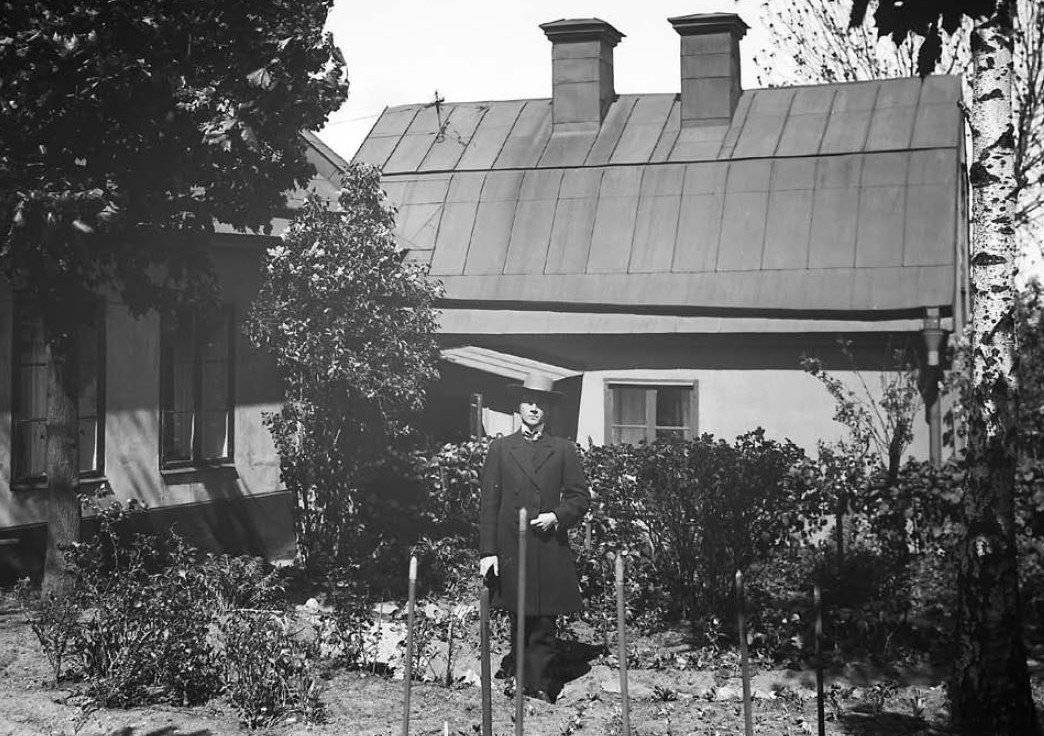
Rangström davant de la granja Rangströmska a Södermalm, 1918.

Rangström va néixer a Estocolm, on al final de la seva adolescència va començar a escriure cançons. El seu professor de música va suggerir que hauria de "variar una mica més les harmonies, fer-les una mica més salvatges!" Va seguir aquest consell i aviat es va guanyar el sobrenom entre els seus col·legues de "Sturm-und-Drangström". Va viatjar a Berlín on va estudiar amb Hans Pfitzner entre 1905 i 1906, i també va estudiar cant amb el wagnerià Julius Hey, amb qui més tard va anar a Múnic per seguir els estudis. Les seves composicions en aquesta època eren principalment per a veu i piano.
Entre 1907 i 1922 va ensenyar cant i de 1922 a 1925 va ser director titular de l'⁣Orquestra Simfònica de Göteborg.
El març de 1914, un grup de joves compositors progressistes es reuneixen al restaurant Rosenbad per fundar una unió de compositors suecs. En aquesta trobada, Rangström i Atterberg es coneixen, però les seves idees no fructificaran realment fins al 1918, amb la fundació de la FST, la Societat de Compositors Suecs, que ambdós impulsen juntament amb Stenhammar. Va treballar per promocionar les obres de l'⁣Òpera Reial Sueca de 1931 a 1936. Després d'això, va treballar com a autònom i va passar els estius a l'illa de Törnsholmen, que li havia regalat el poble de Suècia, mitjançant una recapta de diners, per a celebrar el seu cinquantè aniversari.
Rangström va morir a casa seva a Estocolm després d'una llarga malaltia de la gola; el seu funeral es va celebrar a l'església de Maria Magdalena d'Estocolm i està enterrat al cementiri de Gryt, municipi de Valdemarsvik, comtat d'Östergötland, al sud-est de Suècia. Va ser avi d'un dramaturg, anomenat com ell (nascut el 1944), el director artístic de Strindbergs Intima Teater (des de la seva reobertura el 2003), i oncle de l'autor Lars Gyllensten.

## Obres
Moltes de les seves primeres obres van prendre la forma de poemes simfònics, com Dityramb (Ditirambe) (1909), Ett midsommarstycke (Una peça d'estiu) i En höstsång (Una cançó de tardor). Després de l'èxit d'aquests poemes, Rangström va començar a treballar en les seves quatre simfonies. La primera, composta el 1914, està dedicada a la memòria de Strindberg – August Strindberg in memoriam; la segona, de 1919, es titula Mitt land (El meu país); la tercera del 1929, Sång under stjärnorna (Cançó sota les estrelles), i la quarta del 1936, Invocatio, per a orquestra i orgue.
Va compondre tres òperes, titulades Kronbruden (La núvia de la corona), basades en una obra de Strindberg, que es va representar per primera vegada el 1915, Medeltida (Medieval), publicada el 1921, i Gilgamesj, basada en l'⁣Èpica mesopotàmica de Gilgamesh, escrita durant els últims anys de la seva vida. L'orquestració de Gilgamesj va ser completada pel compositor John Fernström, i es va estrenar el novembre de 1952 a la Royal Swedish Opera amb Erik Saedén al paper principal i Herbert Sandberg a la direcció. Rangström també va escriure gairebé 300 cançons i va orquestrar unes 60 d'elles.

### Orquestral
- Dithyramb, poema simfònic, 1909 (revisat per Kurt Atterberg, 1948)
- Ett midsommarstycke, poema simfònic, 1910
- En höstsång, poema simfònic, 1911
- Havet Sjunger, poema simfònic, 1913
- Simfonia núm. 1 en do sostingut menor, August Strindberg in memoriam, 1914
- Intermezzo drammatico, suite, 1916–18
- Divertimento elegiaco, suite per a orquestra de corda, 1918
- Två melodier, clarinet i cordes, 1919
- Simfonia núm. 2 en re menor, Mitt land, 1919
- Två svenska folkmelodier, 1928
- Simfonia núm. 3 en re bemoll major Sång under stjärnorna, 1929
- Partita per a violí i orquestra en si menor, 1933
- Simfonia núm. 4 en re menor Invocatio, 1935
- Ballada per a piano i orquestra, 1937
- Vauxhall, suite 1937
- Staden spelar, diversió, 1940

### Música de cambra
- Quartet de corda en sol menor, Ein Nachtstück a ETA Hoffmanns Manier, 1909 (rev. Edvin Kallstenius i Kurt Atterberg 1948)
- Suite in modo antico, violí i piano, 1912
- Suite in modo barroc, violí i piano, 1920–22

### Piano
- Fyra preludier, 1910–13
- Mälarlegender, 1919
- Sommarskyar, 1916–20
- Improvisata, 1927
- Sonatina, 1937
- Spelmansvår, suite, 1943